# Michael Malarkey
Michael Karim Malarkey, född 21 juni 1983 i Beirut i Libanon, är en brittisk-amerikansk skådespelare och musiker. Han är mest känd för att spela rollen som Lorenzo "Enzo" St. John i TV-serien The Vampire Diaries. Han spelar också rollen som kapten Michael Quinn i TV-serien Project Blue Book.
Malarkey är uppvuxen i Yellow Springs, Ohio, som den äldsta av tre bröder. Hans far är irländsk-amerikansk, medan modern är brittisk med palestinskt och italienskt ursprung. År 2006 reste Malarkey till London, där han studerade på London Academy of Music and Dramatic Art.
Malarkey är sedan 2009 gift med den brittiska skådespelerskan Nadine Lewington (född 1980). Tillsammans med henne har han två söner, födda 2014 och 2019.

## Roller (i urval)

### TV
- 2013–2017 – The Vampire Diaries (TV-serie) – Lorenzo "Enzo" St. John
- 2017 – Jean-Claude Van Johnson (TV-serie) – Dizel
- 2018 – The Oath (TV-serie) – Sam Foster
- 2019–2020 – Project Blue Book (TV-serie) – kapten Michael Quinn
- 2021 – Big Sky (TV-serie) – vicesheriff Harvey
- 2022 – Westworld (TV-serie) – Emmett
- 2022 – Quantum Leap (TV-serie) – Cole
- 2023 – Law & Order: Organized Crime (TV-serie) – Seamus O'Meara
- 2025 – The Night Agent (TV-serie)

### Spel
- 2014 – Dragon Age: Inquisition – diverse röster

## Diskografi

### EPs
- 2014 – Feed the Flames
- 2015 – Knots
- 2018 – Captain Solitaire
- 2022 – Strays

### Singlar
- 2014 – "Feed the Flames"
- 2015 – "Dancing in the Grey"
- 2017 – "Scars"
- 2017 – "Mongrels"
- 2017 – "Dog Dream"
- 2017 – "I Just Want You"
- 2018 – "Captain Solitaire"
- 2018 – "To Be a Man (Mahogany Sessions)"
- 2019 – "Graveracer"

### Studioalbum
- 2017 – Mongrels
- 2020 – Graveracer